# Apistomyia nigra
Apistomyia nigra är en tvåvingeart som beskrevs av Kitakami 1941. Apistomyia nigra ingår i släktet Apistomyia och familjen Blephariceridae.
Artens utbredningsområde är Taiwan. Inga underarter finns listade i Catalogue of Life.